# Luetzelburgia bahiensis
Luetzelburgia bahiensis là một loài thực vật có hoa trong họ Đậu. Loài này được Yakovlev miêu tả khoa học đầu tiên.